# Nicolaus Dreyer
Nicolaus Dreyer (* 21. April 1921 in Bützfleth; † 13. August 2003 in Stade-Bützfleth) war ein deutscher Unternehmer und Politiker (FDP, ab 1969 CDU). Er war von 1963 bis 1970 Mitglied des Niedersächsischen Landtages und von 1972 bis 1980 Mitglied des Deutschen Bundestages.

## Leben
Nach dem Besuch der Mittelschule und der Mittleren Reife 1937 absolvierte Dreyer bis 1939 eine Ausbildung als Großhandelskaufmann im Obst-, Gemüse- und Südfruchthandel in Hamburg. Am 5. Mai 1939 beantragte er die Aufnahme in die NSDAP und wurde zum 1. September desselben Jahres aufgenommen (Mitgliedsnummer 7.113.074). Von 1939 bis 1945 nahm er als Soldat am Zweiten Weltkrieg teil, zuletzt als Leutnant der Reserve. Er war als Kriegsteilnehmer in Frankreich und Russland eingesetzt. Ab 1946 war er als selbständiger Fruchtgroßhändler in Stade tätig. 1961 übernahm er die Leitung eines Fruchtgroßhandels in Duisburg.
Dreyer gründete 1955 einen Bürgerverein, trat in die FDP ein und war von 1956 bis 1972 Bürgermeister der Gemeinde Bützfleth. Er war Ratsmitglied der Gemeinde Bützfleth, von 1961 bis 1972 Kreistagsmitglied des Landkreises Stade und zeitweise stellvertretender Landrat. Von 1972 bis 1975 war er Ratsherr der Stadt Stade. Vom 20. Mai 1963 bis zum 20. Juni 1970 war er Mitglied des Niedersächsischen Landtags während der 5. und 6. Wahlperiode. Hier gehörte er zunächst der FDP-Fraktion bis zum 14. April 1969, als er aus der FDP austrat. Am 22. April wurde er Gast der CDU-Fraktion und gehörte ihr dann seit dem 5. November 1969 an.
Bei den Bundestagswahlen 1972 und 1976 wurde Dreyer im Wahlkreis 25 (Stade) jeweils direkt in den Deutschen Bundestag gewählt, dem er bis 1980 angehörte. In beiden Wahlperioden war er Mitglied des Ausschusses für Verkehr und für das Post- und Fernmeldewesen.
Ferner war Dreyer ab 1965 Verbandsvorsteher des Wasserversorgungsverbandes Kehdingen und von 1970 bis 1973 Mitglied des Rundfunkrates des NDR.